# Frenzelsches Haus

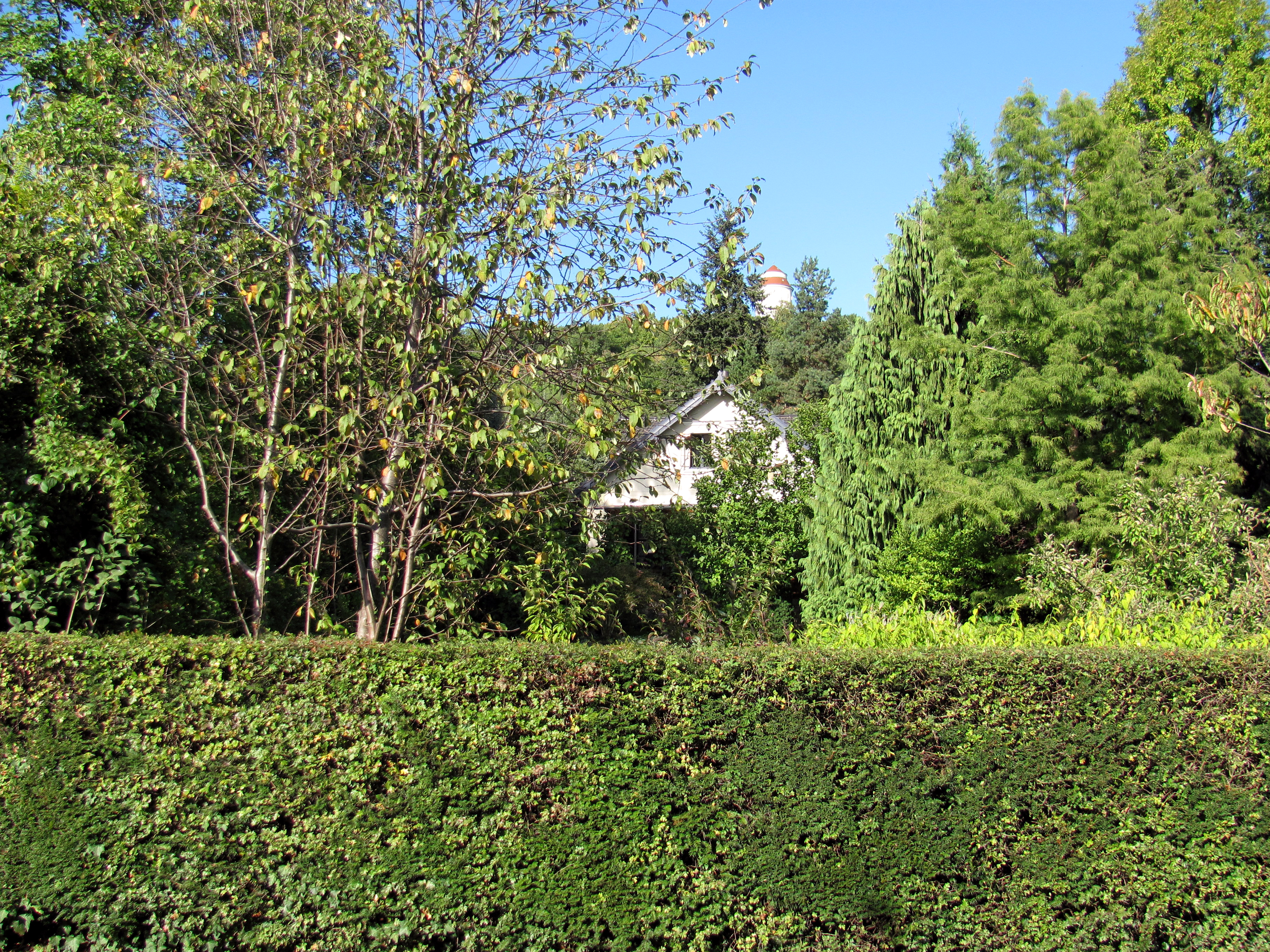
Frenzelsches Haus: Garten, von der Blumenstraße aus. Oben im Hintergrund: der Wasserturm

Das Frenzelsche Haus liegt im Stadtteil Niederlößnitz der sächsischen Stadt Radebeul, in der Karlstraße 8.

## Beschreibung
Die 1872/1873 vom Kötzschenbrodaer Baumeister Moritz Große für Carl Friedrich Barthel errichtete landhausartige, eingeschossige Villa, seit 1979 ein Denkmal der Architektur, steht mitsamt Nebengebäude, Gartenanlage und Einfriedung unter Denkmalschutz.
Der Putzbau auf einem Bruchsteinsockel steht traufständig zur Straße, obenauf befindet sich ein weit vorkragendes Satteldach. In der Straßenansicht steht ein zweigeschossiger Mittelrisalit mit einem Sparrengiebel, ebenso wie auf der Gartenseite. Die Fenster des schlicht gegliederten Gebäudes sind durch Gewände eingefasst und darüber durch gerade Verdachungen geschützt.
Der Eingang befindet sich auf der linken Seite in einem hölzernen Windfang, auf dieser Gebäudeseite steht ein eingeschossiges Nebengebäude. Auf der rechten Gebäudeseite ist eine offene, hölzerne Veranda angebaut mit einer Freitreppe in den Garten. Die Einfriedung besteht aus Lattenzaunfeldern zwischen Sandsteinpfeilern.
Der Außenbereich des Anwesens gilt als denkmalpflegerische Nebenanlage.